# Paracanthicochernes uniseriatus
Genre
Espèce
Paracanthicochernes uniseriatus, unique représentant du genre Paracanthicochernes, est une espèce de pseudoscorpions de la famille des Chernetidae.

## Distribution
Cette espèce est endémique de Guadalcanal aux Salomon.

## Description
La femelle holotype mesure 2,0 mm et le mâle paratype 1,3 mm.

## Publication originale
- Beier, 1966 : Die Pseudoscorpioniden der Salomon-Inseln. Annalen des Naturhistorischen Museums in Wien, vol. 69, p. 133-159 (texte intégral).